# Нумеријан
Нумеријан (рођен око 254. године - убијен 284. године), владао је, под именом Марко Аурелије Нумерије Нумеријан римским царством од 283. до своје смрти.
Нумеријан је био син цара Кара, а владао је заједно са старијим братом Карином. 
Нумеријан се више интересовао за књижевност него за власт: зато је чак дозволио свом брату Карину да га претекне и у титулатури: сам је узео титулу цезара, а брату је дао право да се назове августом.
У јулу или августу 283. године, умро је Нумеријанов отац Кар током похода против Персијанаца и то од ударца грома. Власт су преузели његови синови, Нумеријан и Карин, али је Нумеријан добио задужење да настави ратни поход. Међутим, он није био спреман да буде војник: због упале ока, он је готово ослепео и онда је издао наређење за повлачење. У зиму 283. године, Нумеријанова војска се нашла у Сирији, а у пролеће 284. започело се са маршом према Византу. Читав пут Нумеријан је провео у једној затвореној кочији.
Током тог пута цар је и убијен. Када је то тачно учињено не зна се. Вероватни убица је био преторијански префект Апер. Власт је преузео Диоклецијан, упркос томе што је Карин био жив. 
Укупно, Нумеријан је био потпуно неприпремљен да постане цар. Верује се да је био даровит песник.

## Биографија
Млађи син цара Кара, кога је пратио на походу на Персију који је предузет 283. Након што му је наредне године умро отац, без противљења је признат за савладара своме брату. Празни страхови војске приморали су га, међутим, да напусти све наде за продужење похода који је започет са доста успеха и за проширење већ постигнутих освајања. Престрављени мистериозном Каровом судбином — сматрали су је директном манифестацијом небеског гнева и очигледним испуњењем древног пророчанства које је одредило Тигар (река) за границу римског домена — војници су одбили да иду даље. Попуштајући њиховим сујеверним страховима, Нумеријан је започео повлачење у самом победничком часу и полако се вратио истим путем у правцу трачког Босфора. Услед очног обољења проузрокованог, како се прича, прекомерним плакањем био је прикован за носила током већег дела марша који је трајао осам месеци. И након тога његова одељеност од света потрајала је знатан период. Мрачне гласине почеле су да круже, узбуђење које се постепено расло на крају је постало толико дивље да су војници силом продрли у царски шатор и нашли беживотно тело свог владара. Скривање смрти за које је био одговоран Арије Апер, префект преторијанаца, покојников таст, а у последње време и заступник истог, побудило је најгоре сумње. На скупу одржаном у Халкедону јавно је оптужен за убиство. Не дозволивши му да говори у своју одбрану, Диоклецијан, кога су војници већ прогласили за цара и који је том приликом поступио са дозом напраситости — што је, иначе, у чудној супротности са смиреношћу његовог сређеног духа — пробо га је у срце.
Историчар Царске повести представља Нумеријана као владара изузетног како по моралној тако и по интелектуалној одличности. Благим темпераментом, предусретљивим понашањем и чистим животом стекао је свеопшту љубав и дивљење, а у исто време однео победу у говорништву и поезији над свим својим савременицима — врлине и постигнућа која блистају израженије и светилије када се упореде са разузданим и окрутним карактером његовог брата и колеге Карина.